# Сонсорол (остров)
Сонсорол (англ. Sonsorol; также Донгосаро (англ. Dongosaro), Донгосару (англ. Dongosaru) — остров в Тихом океане. Административно входит в состав штата Сонсорол микронезийского государства Палау.

## География
Сонсорол представляет собой крошечный остров в западной части Тихого океана в составе одноимённого архипелага. Находится примерно в 1,7 км к югу от острова Фанна. Ближайший материк, Азия, расположен примерно в 2600 км.
С точки зрения геологии, остров имеет коралловое происхождение. Он окружён обширным коралловым рифом, находящимся примерно в 160—480 м от побережья.

## История
Европейским первооткрывателем острова является испанский мореплаватель Гонсало Гомес де Эспиноса (исп. Gomez de Espinosa), открывший остров в 1522 году во время своего плавания в северо-восточном от Филиппин направлении. Путешественник назвал его «островом Сан-Хуан». 30 ноября 1710 года Сонсорол был вновь открыт другим испанским путешественником, Франсиско Падильей (исп. Francisco Padilla), давшим ему название Сан-Андреас. Туземцы дружелюбно встретили чужеземцев, устроив в их честь праздник. Впоследствии на острове остались двое священников и несколько солдат, которым не удалось добраться до корабля, унесённого от Сонсорола морским течением.
В 1767 году мимо острова проплыл британский мореплаватель Филип Картерет. Он также дал ему своё название — остров Святого Андрея. Впоследствии мимо Сонсорола проследовало множество иностранных судов, некоторые из которых причаливали на берегу острова. Туземцы, как правило, дружелюбно встречали иностранцев, идя открыто на обмен различными товарами.

## Население
В 2009 году численность населения острова Сонсорол составляла около 30 человек, которые проживали в деревне Донгосаро на западном побережье острова. Основа экономики — сельское хозяйство и рыболовство.